# مارجيري سي كارلسون
مارجيري كلير كارلسون (بالإنجليزية: Margery Claire Carlson)‏ (مواليد 21 نوفمبر 1892 - 5 يوليو 1985)، عالمة نبات أمريكية وأستاذة في جامعة نورث ويسترن. ثم أصبحت أول أستاذة فتاة في جامعة نورث ويسترن بدوام كامل وذلك بعد حصولها على الدكتوراه في علم النبات وذهبت إلى أمريكا الوسطى في عدد من البعثات الدولية بهدف جمع العينات النباتية وإيجاد أنواع جديدة. جعلتها صلتها بالمتحف الميداني للتاريخ الطبيعي كمساعدة باحث تتبرع للمتحف بأغلب مجموعتها النباتية وعملت على إنشاء مجموعة علم نبات خاصة بها هناك. وقد كان لكارلسون تاريخ طويل لمشاركتها في الحفاظ على الطبيعة وكُرّمت بجوائز متعددة إضافة إلى تسمية محمية طبيعية باسمها.

## الطفولة والتعليم
ولدت كارلسون في آرثور- إلينوي في الولايات المتحدة الأمريكية. وقد سمّاها والداها جون إ.كارلسون ونيلي ماري جونسون على اسم زهرة أقحوان المروج اللؤلؤية (مارغريت ديزي).
تخرجت كارلسون من جامعة نورث ويسترن بدرجة البكالوريوس في عام 1916 قبل حصولها على درجة الماجستير من ثم الدكتوراه في علم النبات في عام 1925 من جامعة ويسكونسن. وأصبحت كارلسون بعد ذلك مدرّسة في كلية ويلسلي قبل عودتها إلى جامعة نورث وسترن لتصبح أستاذة فيها وذلك في عام 1930، حيث بقيت هناك لمدة ثلاثة عقود تالية قبل التقاعد في الستينيات من عمرها. وكانت أول امرأة تتخصص في علم النبات في جامعة نورث وسترن وأول امرأة تصبح أستاذة في الجامعة. عملت أيضًا مساعدة باحث في المتحف الميداني للعينات المصقولة التي جمعتها إضافة إلى المجموعة الكاملة التي كانت جزءًا من هذه العينات.

## المسيرة المهنية
قامت كارلسون برحلات متكررة إلى المكسيك وأمريكا الوسطى بصفتها عالمة نباتية ممارسة وذلك بهدف البحث عن أنواع النباتات في تلك المناطق وفهرستها. وقد وصفت كارلسون أول اكتشاف لها في ورقة بحثية عام 1940 لنوع خاص من غلاف البذرة الموجود فقط في عدد قليل من أنواع الأوركيد المحيطة لجنين النبات. ووصفت هذا كغلاف للجنين أو ما سمّته غلاف البذرة الداخلية.
وقد جمعت كارلسون أكثر من 4000 نبتة بمساعدة شريك حياتها كيت ستالي خلال قيامهما برحلة إلى بلدان متعددة في عام 1948، واستطاعا اكتشاف 15 نوعًا جديدًا من النبات. كما قاموا بإرجاع أكثر من 100 عينة حية من رحلتهم، مثل عينات من زهرة الأوركيد السحلبية البيضاء. وانتهت هذه الرحلة بأن أصبحت كارلسون أول امرأة استطلاعية رائدة في السفر إلى جبال السلفادور في مشروع علمي.
وفي العام التالي، ذهب الزوجان برحلة أخرى ولكنها تميزت بعدم السفر بالطائرة أو القطار وإنما كانت الرحلة بأكملها بواسطة السيارة. وقد مُوّل هذا الاستطلاع النباتي (المسح الميداني) من قبل كل من جامعة نورث وسترن والمتحف الميداني وقد سمّيا سيارتهما إل كاراكول وتعني (الحلزون) بالإسبانية نظرًا لطريقة حمل الجزء الخلفي من السيارة كل ما يحتاجونه للأشهر الستة إلى التسعة المقبلة كما لو أنهما حملا منزلهما على ظهرها.
```
كان أحد الأغراض الرئيسية لهذه الرحلة هو العثور على أنواع جديدة من الزهور التي عثروا عليها في بعثتهم السابقة وتصويرها وأخذ عينات منها، ولكن لسوء الحظ فإن الصور التي التُقطت فُقدت ولم تُلتقط أي عينة في ذلك الوقت. ثم اكتشفوا خلال رحلتهم التالية في 6 أبريل عام 1949 نوعًا جديدًا من نبات التيلاندسيا في ولاية تشياباس (إحدى ولايات المكسيك) والتي وُصفت لاحقًا من قبل ل.ب سميث وسمّيت باسم تريلاندسيا كارلسونيا.
[
6
]
```

أسفرت رحلة أخرى أُجريت في الفترة ما بين 1951-1952 عن مجموعة تضم أكثر من ألف عينة نباتية وعددًا من الأنواع الجديدة وقد تبرعا بها جميعها لقسم تجميع علوم النبات في المتحف الميداني. وقد رغبت كارلسون بإجراء خمس رحلات دولية بالمجمل تشمل كل من كوستاريكا وإلسلفادور وغواتيمالا وهندوراس والمكسيك. واكتشفت 25 نوعًا جديدًا من فصيلة نبات البروميليات (الفصيلة الأنانسية)، كما وعُثر على 19 نوعًا منها في منطقة تشياباس وحدها.
تقاعدت في عام 1958 من منصبها كأستاذة ناشطة في جامعة نورث وسترن، ولكنها بقيت تعمل كمساعدة باحث في المتحف الميداني واستمرت في إجراء البعثات لعدة مناطق أولها كان المكسيك. وقد أضافها المحافظ أوتو كيرنر جونيور إلى مجلس لجنة شباب إلينوي في عام 1964.

## الأوسمة والجوائز
كانت كارلسون مؤسسة فرع منظمة الحفاظ على الطبيعة في إلينوي في ستينيات القرن العشرين، وقد سُميت حديقة الزهور البرية في إيفاستون في حديقة منارة إلينوي باسمها، كما وحملت المحمية الطبيعية الموجودة في لاسال اسمها عام 1976، وسُجل اسمها (محمية مارجيري سي. كارلسون الطبيعية).
وقد حصلت كارلسون على ميدالية إلويس باين لوكير في عام 1952 إضافة إلى جائزة سارة غيلدرسليف فايف التذكارية في عام 1954، وكلتاهما مقدمة من نادي الحدائق في أمريكا. وقامت منظمة نساء خريجات في العلوم باعتبارها عضوًا فخريًا وذلك في عام 1978. وسُمّيت جائزة الزمالة لاحقًا باسم كارلسون وكان عنوانها (زمالة مارجيري كارلسون وكيت ستالي التذكارية).

## الحياة الشخصية
قضت كارلسون حياتها في إيفانستون في ولاية إلينوي مع شريكها كيت ستالي عالم الفيزيولوجيا السابق والذي قد تقاعد ورافق كارلسون في العديد من بعثاتها.
كانت كارلسون ناشطة في المحافظة على البيئة ومروّجة لحماية البرية في ولاية إلينوي، وقد عملت مستشارة لصالح نادي إيفانستون للحدائق وانضمت إلى عدد من المنظمات المهنية المتعلقة بعلم النبات ومنظمات بيئية في المنطقة. وركزت جهودها في الحفاظ على مناطق مثل ولاية فولو بوغ وشاطئ ولاية إلينوي وحديقة ولاية ماتيسين.

## أعمال مختارة
- دراسات في المورفولوجيا (الدراسة البنيوية) والسيتولوجيا (الدراسة الخلوية) لنبات السابرولينا Saprolegnia Sp. في عام 1920، في جامعة ويسكونسن ماديسون.
- أبحاث في توليد الأمشاج والتخصيب (التسميد) في نبات الأكليا العنقودية في عام 1929 في المتحف الميداني للتاريخ الطبيعي.
- أفرودة (دراسة في موضوع واحد) لجنس نبات روسيليا (فصيلة الخنازيريات) في عام 1957 في المتحف الميداني للتاريخ الطبيعي.

وقد أُدرج اسم كارلسون في اختصارات المؤلفين القياسية بهدف استخدامه للإشارة إلى هذا الشخص كمؤلف عند الاستشهاد باسم نباتي.